# فهرست جانوران با نمایش رفتار همجنس‌گرایی
این فهرست شامل جانوران (پرندگان، پستانداران، حشرات، خزندگان، ماهی و غیره) است که رفتار همجنس‌گرایانه شامل سکس، جفتگیری، معاشقه، محبت یا بزرگ کردن فرزند توسط آن‌ها مستند شده‌است.
فهرست زیر برگرفته از کتاب «تنوع زیستی: همجنس‌گرایی در جانوران و تنوع در طبیعت» است که توسط پژوهشگر و زیست‌شناس کانادایی، بروس بَگِمیل، گردآوری شده‌است. این کتاب با کمک مطالعه و گردآوری صدها مقاله علمی و مشاهدات زیست‌شناسان میدانی از رفتار جانوران گوناگون در طبیعت یا در اسارت نوشته شده‌است. بررسی‌های بگمیل نشان می‌دهند که تا سال ۱۹۹۹، رفتارهای همجنس‌خواهانه، و نه صرفاً سکس، در نزدیک به ۱٬۵۰۰ گونه‌ی گوناگون شناسایی شده‌اند و در ۵۰۰ تا از آن‌ها به خوبی ثبت گردیده‌اند.
دلایل گوناگون وجود رفتارهای همجنس‌گرایانه در جانوران و انسان توسط جانورشناسان و انسان‌شناسان گوناگونی بررسی شده‌اند. دلایل فرگشتی و اجتماعی رفتارهای دگرباشانه در میان جانوران توسط سامر و وسی و پوینی بررسی شده‌اند. برای اطلاعات بیشتر، به نوشتار رفتار همجنس‌گرایانه در جانوران مراجعه کنید.

## پستانداران
| گونه              | نام علمی               | تصویر | توضیح |
| ----------------- | ---------------------- | ----- | --- |
| زرافه             | Giraffa camelopardalis |       | زرافه‌های نر دارای رفتار ویژه‌ای در معاشقه همجنس‌خواهانه خود هستند که شامل نزدیک کردن گردن‌ها به هم و نوازش کردن گردن و پشت طرف مقابلشان توسط آن است. در حالی که یکی از دو طرف با گردن خود به بازی با بدن و پشت طرف دوم می‌پردازد، دیگری گردنش را صاف نگه می‌دارد یا آغاز به لیسیدن پشت و خایه‌های طرف نخست می‌کند. نوازش گردنی اغلب باعث نعوظ می‌شود. دخول و رسیدن به ارگاسم در زرافه‌های نر پدید می‌آید. زرافه‌های ماده اگرچه با هم آمیزش جنسی می‌کنند، اما معاشقه‌شان شامل بازی با گردن همانند نرها نمی‌شود. |
| خرس قهوه‌ای        | Ursus arctos           |       | دو خرس قهوه‌ای ماده می‌توانند با هم رابطه غیرجنسی قوی و پایداری برقرار کنند که در آن دو خرس همواره با هم به سر می‌برند و به بزرگ کردن توله‌هایشان می‌پردازند. توله‌ها هر دو ماده را مادر خود به‌شمار می‌آورند و در صورتی که یکی از آن دو بمیرد، ماده دیگر توله‌های ماده فوت‌شده را همچون فرزندان خود بزرگ می‌کند. |
| موش صحرایی قهوه‌ای | Rattus norvegicus      |       | موش‌های صحرایی قهوه‌ای از هر دو جنس در انواع گوناگونی از رفتارهای همجنس‌خواهانه شامل معاشقه، بوسه، و آمیزش شرکت می‌کنند. نرها اغلب خواهان موش‌های جوان‌تر هستند ولی همواره برای خود نرهای بالغ دیگری که با ایشان به صورت فعالانه رابطه جنسی داشته باشند، در اختیار دارند. ماده‌ها نیز با مالاندن بدن و پاهای خود به ناحیه تناسلی یکدیگر، معاشقه می‌کنند. معاشقه‌های همجنس‌خواهانه ۵۸ درصد معاشقه‌های میان بالغ‌ها-جوان‌ترها را تشکیل می‌دهند. |
| گربه              | Felis catus            |       | رفتارهای همجنس‌گرایانه در میان گربه‌های خانگی از گذشته در میان جانوردوستان و نگهداری‌کنندگان از جانوران خانگی شناخته شده بوده‌است. این رفتارها شامل مالش نواحی تناسلی و معاشقه در میان ماده‌ها و سکس منجر به ارگاسم در میان نرها می‌شوند. |
| گوزن شمالی        | Rangifer tarandus      |       | هر دو گونه گوزن شمالی و موس دارای رفتارهای همجنس‌گرایانه‌اند. این رفتارها شامل معاشقه و سکس در میان نرها می‌شود. در این جانوران، شاخ‌های نرها از دیدگاه جنسی بسیار حساس هستند و مالاندن آن‌ها به هم توسط دو نر باعث تحریک جنسی هر دو می‌شود. |
| یوزپلنگ           | Acinonyx jubatus       |       | یوزهای نر و ماده گاه با مالاندن بدن خود به جنس موافقشان و بازی با اندام تناسلی یوز دیگر، اقدام به برقراری نوعی ارتباط اجتماعی می‌کنند که باعث بالا رفتن اتحاد میان گروه‌هایشان می‌شود. یوزهای نر در گروه‌های دو یا سه تایی اقدام به ایجاد نوعی «ائتلاف» می‌کنند که اغلب بلند مدت است. آن‌ها در صورت جدا شدن از هم بسیار آشفته می‌شوند و ناراحتیشان را با تولید صداهای زیر و تیز آشکار می‌کنند. پس از آنکه دو یار همدیگر را پیدا می‌کنند، اغلب اقدام به صورت معاشقه‌ای یا جنسی با هم رابطه برقرار می‌کنند. |
| شمپانزه           | Pan troglodytes        |       | شمپانزه‌های ماده در رفتارهای جنسی همجنس‌گرایانه گوناگونی شرکت می‌کنند. روشی که به نام «کفل‌زنی» شناخته می‌شود به این صورت است که دو شمپانزه پشت به هم می‌نشینند و با مالاندن نواحی کفل خود به یکدیگر، همدیگر را تحریک جنسی می‌کنند. روش دیگر آن است که دو جانور روی به سوی هم و با دست ناحیه تناسلی شریک خود را می‌مالانند. سکس میان دو ماده نیز به صورت مالاندن و فشار دادن بدن (اغلب شکم) یک جانور به اندام تناسلی شریکش صورت می‌گیرد. در میان نرها رفتارهایی همچون تحریک اندام جنسی توسط دست (چیزی همانند جلق زدن در انسان‌ها)، کیرخوری دو طرفه، یا لمس باسن و سکس مقعدی رایج است. بسیاری از این رفتارها به دلایلی نمادینی همچون خوشامدگویی، دادن احساس آرامش، یا نشان دادن دوستی در گروه انجام می‌شوند. در حالت کلی ۳۳–۲۹ درصد همه معاشقه‌های شمپانزه‌های نر، همجنس‌گرایانه‌است. |
| دلفین             | Delphinidae            |       | بررسی‌ها نشان می‌دهند که به صورت تقریبی همهٔ دلفین‌های گوناگون دارای روابط میان‌گروهی همجنس‌گرایانه هستند. در میان دلفین‌های رودخانه‌ای آمازون رابطه جنسی کامل با سه روش مختلف اجرا می‌شود. یک نر کیر خود را درون شکاف تناسلی، سوراخ باسن، یا سوراخ تنفسی نر دیگر می‌کند. با آنکه اطلاعاتی دربارهٔ رفتار همجنس‌گرایانه درون حیات وحش در دست نیست، دلفین‌های رودخانه‌ای آمازون در اسارت به صورت معمول اقدام به برقراری روابط هم‌جنسانه می‌کنند. دلفین‌های پوزه‌بطری نیز دارای رفتارهای همجنس‌گرایانه گوناگون هستند که شامل بهره‌گرفتن از دهان برای سکس و انجام نوعی «سکس دهانی» می‌شوند. |
| شیر               | Panthera leo           |       | شیرهای ماده دارای رفتار ویژه‌ای هستند که شامل «دعوت» از ماده‌های دیگر برای داشتن رابطه‌است؛ ماده‌شیر با خزیدن به زیر ماده دیگر، او را تحریک به سکس می‌کند. در هنگام سکس، ماده دومی رفتاری همچون رفتارهای شیر نر در هنگام رابطه دگرجنس‌گرایانه را نشان می‌دهد و گردن شریک خود را با دندان می‌گزد. رابطه میان نرها اما همراه با نمایش و معاشقه بسیار است که اغلب به منظور نوعی مراسم خوشامدگویی به شیر نر دیگر اجرا می‌شود. شیرهای نر یال‌ها و سرهایشان را به هم می‌مالانند و با کیرهای شق، بر زمین می‌غلطند. این نمایش در پایان به سکس میان دو نر به صورت نوبتی یا گروهی منجر می‌شود. |

دیگر پستانداران
- بونوبو[۱۳]
- گوریل[۱۴]
- اورانگوتان[۱۵]
- گیبون دست‌سفید[۱۶]
- دم‌بلند خاکستری[۱۷]
- نهنگ قاتل[۱۸]
- نهنگ خاکستری[۱۹]
- نهنگ قطبی[۲۰]
- فک معمولی، فک خاکستری، و فیل دریایی[۲۱]
- شیر دریایی استرالیایی، شیر دریایی نیوزیلندی[۲۲]
- گوزن دم‌سفید[۲۳]
- بوزینه کوچک آمریکایی[۲۴]
- سگ[۲۵]
- فیل[۲۶]
- روباه[۲۷]
- اسب[۲۸]
- انسان
- کوآلا[۲۹]
- راکون[۳۰]
- و بسیاری دیگر از نخستیان[۳۱]

## پرندگان
| گونه          | نام علمی            | تصویر | توضیح |
| ------------- | ------------------- | ----- | --- |
| قوی سیاه      | Cygnus atratus      |       | نزدیک به یک چهارم همه قوهای سیاه رفتار همجنسگرایانه دارند. آن‌ها برای به دست آوردن تخم یا به تشکیل پیوندی موقت با یک ماده اقدام می‌کنند و پس از تخم‌گذاری آن را از میان خود بیرون می‌اندازند یا آنکه با حمله به آشیانه قوهایی که تخم گذاشته‌اند، آشیانه را به همراه تخم‌ها از دستشان بیرون می‌آورند.                                                                                                   |
| غاز کانادایی  | Branta canadensis   |       | در این غازها روابط درازمدتی به صورت زوج-رابطه (pair-bond) میان هم‌جنسان برقرار می‌شود. با آنکه وجود رابطه جنسی ویژگی مهمی در یک رابطه بلند مدت در میان زوج‌های غیر هم‌جنس این پرنده‌است، وجود آن ویژگی ممتاز و اصلی در میان زوج‌های هم‌جنس نیست. روابط لزبین در میان چنین غازهایی معمول است. |
| کله‌سبز        | Anas platyrhynchos  |       | نرها و ماده‌های این پرنده با هم روابط هم‌جنسانه درازمدت و مستحکمی برپا می‌کنند. زوج‌ها از شریک خود در برابر نزدیک شدن دیگر کله‌سبزها پاسداری می‌کنند ولی سکس میان آن‌ها آنچنان معمول نیست. برخی نرهای هم‌جنس‌خواه در حالی با شریک بلندمدت خود رابطه برقرار نمی‌کنند که گاه به دیگر نرهای بیرون از رابطه زوجیشان به زور تجاوز می‌کنند.                                                                      |
| باکلان بزرگ   | Phalacrocorax carbo |       | تعداد زوج‌های همجنسگرا و رفتارهای معاشقه در میان این پرندگان به نسبت کم است و شاید ۱ در هر ۵۰۰ زوج هم‌جنسگرا باشند. زوج‌های نر آشیانه‌هایی بزرگتر از اندازه معمول می‌سازند چون هر دو زوج نیرومند نر به ساختن آن کمک می‌رسانند. گاهی دو زوج رابطه خوبی دارند، برای نمونه دو برادر هستند. |
| فلامینگوها    | Phoenicopterus      |       | هر دو جنس زوج‌های هم‌جنس تشکیل می‌دهند. رفتارها همانند زوج‌های ناهمجنس است و شامل سفر با هم، هم‌صدایی، برخورد با پرندگان مهاجم، و خوابیدن در پهلوی هم می‌شوند. گاهی مثلث‌های رابطه‌ای تشکیل می‌شوند که در آن‌ها دو زوج نر به همان اندازه که به همدیگر علاقه دارند، به جنس ماده نیز علاقه‌مندند. مالش میان اندام‌های جنسی در میان زوج‌های ماده معمول است.                                                     |
| سهره جنگلی    | Fringilla coelebs   |       | ماده‌ها گاه زوج‌های هم‌جنس تشکیل می‌دهند. با آنکه در این پرندگان اغلب تنها نرها می‌خوانند، در میان زوج‌های ماده هم‌جنس یکی از آن‌ها همانند نر شروع به خواندن می‌کند. آشیانه‌های زوج‌های هم‌جنسگرا ۱ در هر ۱۵۰ آشیانه را تشکیل می‌دهند. |
| شترمرغ معمولی | Struthio camelus    |       | نرها برای معاشقه با نرهای دیگر دست به نوعی رقص می‌زنند که روش آن با رقص در روابط دگرجنسی فرق دارد. این رقص‌ها که ۱۰ تا ۲۰ دقیقه طول می‌کشند شامل دویدن سریع به سوی شریک، چرخیدن سریع به سوی او، و در پایان نشستن به روی زمین و اجرای نوعی مراسم با بال هایشان می‌شوند. زوج‌های نر برای خود آشیانه‌هایی با ۱۱ تا ۱۶ تخم می‌سازند که هر دو شریک از آن پاسداری می‌کنند و جوجه هایشان را با هم بزرگ می‌کنند. |

دیگر پرندگان
- جغد انبار[۳۹]
- مرغ خانگی[۴۰]
- پنگوئن‌های هومبولت، پادشاه، جنتو[۴۱]
- کله‌سبز[۴۲]
- آلباتروس لیسان[۴۳]
- حواصیل شب سیاه‌تاج و حواصیل خاکستری[۴۴]
- غراب[۴۵]
- گونه‌های گوناگون مرغ نوروزی[۴۶]
- سهره جنگلی[۴۷]

## ماهی
- ماهی بلندباله[۴۸]
- تیلاپیا
- آزادماهی[۴۹]

## خزندگان
- مارمولک[۵۰]

## دوزیستان
- سمندر[۵۱]
- قورباغه[۵۲]
- سمندر[۵۱]
- وزغ

## حشرات
- زنبور بی‌عسل استرالیایی
- ساس[۵۳][۵۴]
- نوع خاصی از کفشدوزک.[۵۵]
- پروانه
- سنجاقک
- مگس[۵۶]
- پروانه شهریار
- سرگین‌چرخانان[۵۷]
- مگس تسه‌تسه

## گروه‌های دیگر
- خرچنگ[۵۸]
- عنکبوت جهنده
- هیره
- خارسران[۵۹]